# عبد الرزاق أحمد بشير
عبد الرزاق أحمد بشير مواليد 1 يوليو 1940 في البصرة، هو لاعب كرة قدم عراقي سابق كان يلعب كمهاجم.

## المسيرة الاحترافية

### أندية لعب لها
- نادي الميناء